# 100 Broken Windows
Albums de Idlewild
Hope Is Important
(1998) The Remote Part
(2002)
100 Broken Windows est le troisième album du groupe de rock indépendant écossais Idlewild.

## Liste des titres
1. Little Discourage – 3:08
2. I Don't Have the Map – 2:14
3. These Wooden Ideas – 3:52
4. Roseability – 3:38
5. Idea Track – 3:13
6. Let Me Sleep (Next to the Mirror) – 3:20
7. Listen to What You've Got – 2:32
8. Actually It's Darkness – 2:39
9. Rusty – 4:17
10. Mistake Pageant – 2:49
11. Quiet Crown – 3:21
12. The Bronze Medal – 3:35

Toutes les pistes ont été écrites par Idlewild.

## Singles
- Little Discourage (#24 UK)
- Actually It's Darkness (#23 UK)
- These Wooden Ideas (#32 UK)
- Roseability (#38 UK)

### B-Sides
- A Tone (avec Little Discourage)
- Broken Windows (avec Little Discourage)
- 1990 Nighttime (avec Little Discourage)
- Meet Me at the Harbour (avec Actually It's Darkness)
- West Haven (avec Actually It's Darkness)
- Forget to Follow (avec Actually It's Darkness)
- It'll Take A Long Time (avec Actually It's Darkness)
- There's Glory in Your Story (avec These Wooden Ideas)
- When the Ship Comes In (avec These Wooden Ideas)
- Rescue (avec These Wooden Ideas)
- Thousand (avec Roseability)
- I've Only Just Begun (avec Roseability)